# 코리 라이들
코리 풀턴 라이들 (Cory Fulton Lidle, 1972년 3월 22일 ~ 2006년 10월 11일)은 미국의 야구 선수이며, 포지션은 우완 투수이다. 불펜에서 정크 푸드를 먹는 모습을 자주 연출해 스낵(Snacks)이라는 별명으로 불렸다.

## 생애
1997년 뉴욕 메츠에서 데뷔했으며, 이후 탬파베이 레이스를 거쳐 2001년 오클랜드 애슬레틱스로 이적하여 그 해 팀이 와일드카드를 획득하는 데 공헌하였다. 이후 토론토 블루제이스, 신시내티 레즈, 필라델피아 필리스 등에서 활약했으며, 2006년 시즌 도중 보비 아브레우와 함께 뉴욕 양키스로 트레이드되어 활약하였다.
2006년 10월 11일 본인 소유의 싱글 엔진 경비행기인 시러스 SR20을 타고 퀸즈보로 브릿지를 지나 이스트 리버(Est River )의 비행 제한 구역으로 날아갔다. 뉴욕 상공을 비행하다 비행기가 180도 회전할 때 동쪽에서 강한 바람이 불었고 맨해튼 어퍼이스트사이드에 위치한 벨레어 아파트단지의 한 52층 콘도미니엄 빌딩의 20층 부분에 충돌해 그 자리에서 사망했으며, 라이들 외에 조종교관인 타일러 스탠저가 사망하였고 충돌 시 발생한 화재로 11명의 소방관을 포함해 건물에 있던 21명이 부상당했다.

## 같이 보기
- 2006년 뉴욕 항공기 충돌 사고